# Triepeolus metatarsalis
Triepeolus metatarsalis är en biart som först beskrevs av Heinrich Friese 1921.  Triepeolus metatarsalis ingår i släktet Triepeolus och familjen långtungebin. Inga underarter finns listade i Catalogue of Life.